# Helm Glöckler
Helm Glöckler, nemški dirkač Formule 1, * 13. januar 1909, Frankfurt, Nemčija, † 18. december 1993, Frankfurt, Nemčija.
V svoji karieri je nastopil le na domači dirki za Veliko nagrado Nemčije v sezoni 1953, kjer z dirkalnikom Cooper T23 manjšega moštva Equipe Anglaise ni štartal zaradi okvare dirkalnika. Umrl je leta 1993.

## Popolni rezultati Formule 1
(legenda) (odebeljene dirke pomenijo najboljši štartni položaj, poševne pa najhitrejši krog, †-uvrščen kljub odstopu)
| Leto | Moštvo          | Šasija     | Motor              | 1   | 2   | 3   | 4   | 5   | 6  | 7       | 8   | 9   | Prv | Toč |
| ---- | --------------- | ---------- | ------------------ | --- | --- | --- | --- | --- | -- | ------- | --- | --- | --- | --- |
| 1953 | Equipe Anglaise | Cooper T23 | Bristol Straight-6 | ARG | 500 | NIZ | BEL | FRA | VB | NEM DNS | ŠVI | ITA | -   | 0   |